# Zespół przyrodniczo-krajobrazowy „Rzeki Prusiny”
Zespół przyrodniczo-krajobrazowy „Rzeki Prusiny” – zespół przyrodniczo-krajobrazowy położony na terenie Wdeckiego Parku Krajobrazowego, w gminie Osie w województwie kujawsko-pomorskim.

## Charakterystyka
Ochroną została objęta dolina rzeki Prusiny na odcinku Tleń-Szarłata o łącznej powierzchni 234,32 ha.
Na obszarze zespołu występuje wiele rzadkich gatunków roślin charakterystycznych dla siedlisk grądowych. Jest zróżnicowany zarówno pod względem geomorfologicznym, jak i krajobrazowym.